# Ruqʿa
Ruq‘a (arabisch رقعة) ist ein Stil der arabischen Kalligrafie. Während moderne Druckschriften auf der traditionellen Naschī beruhen, ist die Ruq‘a heute das übliche Vorbild für gewöhnliche Handschriften im arabischen Maschrek.

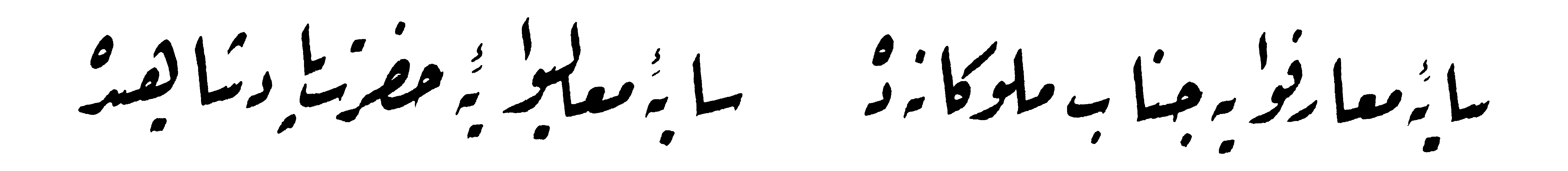
Ruq‘a-Beispiel aus Mehmed Izzet Efendi (1841–1904): Hutut-i Osmaniye. Istanbul: 1892, S. 27.

## Merkmale
In der Ruq‘a haben nur drei Buchstabenformen Unterlängen: die End- und isolierten Formen von ‘ayn ﻉ / ġayn ﻍ, mīm ﻡ und ḥā’ ﺡ / ḫā’ ﺥ / ǧīm ﺝ, d. h. im Gegensatz zur Naschī sitzen die End- und die isolierten Formen von nūn ﻥ, yā’ ي und lām ﻝ auf der Schreiblinie (haben keine Unterlänge); rā’ ﺭ, zāy ﺯ und wāw ﻭ enden auf der Schreiblinie (haben ebenfalls keine Unterlänge).
Zwei Punkte werden zu einem waagrechten Strich verbunden, drei Punkte zu einem zirkumflexähnlichen Haken. Bei den End- und isolierten Formen von nūn ﻥ, qāf ﻕ, ḍād ﺽ und šīn ﺵ werden die Punkte in der Regel nicht getrennt als Punkte geschrieben, sondern als Haken an den Buchstaben angehängt.

## Verwendung
Bücher und Zeitungen werden heute meist in Naschī gesetzt, während Titel und Überschriften häufig in Ruq’a gedruckt werden.